# Peter Nikolaus von Gartenberg
Peter Nikolaus Neugart(en) von Gartenberg (polnisch Piotr Mikołaj Neugarten von Gartenberg Sadogórski; * 1714 als Peter Niels Nyegaard in Kregome bei Frederiksværk, Dänemark; † 6. Januar 1786 in Sieraków, Polen), ab 1768 Baron von Gartenberg-Sadogursky, war ein sächsischer und polnischer Staatsmann dänischer Herkunft. Als einer der engsten Vertrauten des Premierministers von Brühl führte er seit 1753 als Generalbergkommissar die Oberaufsicht über das kursächsische Berg- und Hüttenwesen, ab 1761 war er zugleich auch Oberberghauptmann. Nach Brühls Rücktritt verlor Gartenberg sämtliche Ämter und begab sich in polnische Dienste, wo er die Administration des königlichen Münzwesens übernahm. Nach Ausbruch des Russisch-Türkischen Krieges sicherte Gartenberg die Münzversorgung der russischen Armee.

## Leben
Peter Niels Nyegaard entstammte einer seeländischen Pfarrersfamilie. Sein Vater Hans Nielsen Nyegaard war Pfarrer in Kregome, seine Mutter war Marie geborene Arendrup. Nach der Ausbildung an der Lateinschule der Kathedrale Roskilde nahm Nyegaard 1736 ein Medizinstudium an der Universität Kopenhagen auf und promovierte 1743 an der Universität Halle mit der Schrift De casu singultus chronici viginti quattuor annorum. Anschließend ging Nyegaard nach Kongsberg in Norwegen, wo er sich montanwissenschaftliche Kenntnisse erwarb und als Bergassessor tätig wurde.
Im Jahr 1749 begab sich Nyegaard als Bergrat in kursächsische Dienste und übernahm die Administration des wenig rentablen Kurfürstlichen Alaunwerkes zu Schwemsal, das er 1754 selbst pachtete und zu wirtschaftlicher Blüte führte. Zugleich wirkte er bis 1750 bei der Administration der kurfürstlichen Münzstätte Guben mit. Ab Michaelis 1756 pachtete er auch das Kammergut Schwemsal mit dem Vorwerk Schwerz.
Binnen kurzer Zeit erfolgte durch seine Freundschaft mit dem Premierminister Heinrich von Brühl, dessen enger Vertrauter er wurde, Nyegaards rasanter Aufstieg zum mächtigsten Mann des Berg- und Hüttenwesens im Kurfürstentum Sachsen. Im Jahr 1753 wurde er als Peter Nicolaus Neugart von Gartenberg in den Reichsadelsstand erhoben. Brühl berief Neugart von Gartenberg im selben Jahr zunächst als Supernumerar-Bergrat in das Bergkollegium und ernannte ihn wenig später zum Generalbergkommissar und betraute ihn damit mit der Oberaufsicht über das Oberbergamt und Oberhüttenamt in Freiberg. Zwischen 1753 und 1760 wirkte Gartenberg auch bei der Verwaltung der Münzstätte Leipzig mit. 1755 ernannte ihn Brühl zum Vize-Oberbergwerks-Direktor, damit wurde Neugart von Gartenberg Brühls Stellvertreter in allen Bergwerksangelegenheiten. Im selben Jahr ordnete Neugart von Gartenberg am Rabenberg oberhalb der Haberlandmühle die Anlegung des Tiefen Walts Gott Erbstolln durch die Walts Gott Fundgrübner und Maßner an, dessen Zweckmäßigkeit sowohl von den beteiligten Zechen als auch vom zuständigen Bergamt Johanngeorgenstadt in Frage gestellt wurde.
Von der Familie von Schleinitz erwarb er 1756 das Rittergut Canitz. Gartenberg, der sich intensiv mit der besseren Anwendung von Stein- und Braunkohle zur Feuerung ansteller des knapper werdenden Holzes beschäftigt hatte, ließ den zum Rittergut Canitz gehörigen Kalkofen auf Steinkohlenfeuerung umbauen. Zwischen 1756 und 1763 hatte Gartenberg auch des Gut Zambor in Polen gepachtet. 1758 wurde er als Freiherr Neugarten von Gartenberg in den Reichsfreiherrnstand erhoben. Zwischen 1758 und 1760 verwaltete Gartenberg die Zipser Güter seines Freundes Brühl. Nach dem Tode des Oberberghauptmanns Curt Alexander von Schönberg ließ Brühl seinen Vertrauten Gartenberg als dessen Nachfolger 1761 auch an die Spitze des kursächsischen Bergstaates setzen. Kurz vor dem Hubertusburger Frieden überreichte Gartenberg seinem Gönner Brühl 1763 eine Denkschrift mit Vorschlägen zum Wiederaufbau des durch den Siebenjährigen Krieg vor dem wirtschaftlichen Ruin stehen Kurfürstentums. 1763 wurde Gartenberg noch zum Geheimen Rat ernannt. Mit der Entlassung Brühls endete im selben Jahre auch Gartenbergs Karriere in Sachsen. Der neue Kurfürst Friedrich Christian ließ Gartenberg aller Ämter entheben und unter dem Vorwurf der Bereicherung verhaften. Gartenberg hatte wie Brühl in den Zeiten des wirtschaftlichen Niedergangs ein großes Vermögen angehäuft, jedoch waren ihm wie dem inzwischen verstorbenen Brühl und den Mitangeklagten Johann Friedrich Hausius und Carl Heinrich von Heineken in dem am 3. Februar 1764 eröffneten Prozess keine strafbaren Handlungen nachzuweisen, so dass sie im Mai 1764 von den Vorwürfen freigesprochen wurden.
Gartenberg verließ nach seiner Haftentlassung Sachsen im Jahre 1765 und begab sich nach Polen. Dort war er zunächst als königlicher Sachverständiger für Münzsachen tätig. 1766 wurde Gartenberg die Administration der königlichen Münze übertragen und er zum Rat der Hof-Finanzkommission für Gewerbe- und Bergsachen berufen. Im Jahr darauf erfolgte seine Ernennung zum Wirklichen Geheimen Rat, und 1768 wurde er als Piotr Mikołaj Neugarten von Gartenberg Sadogórski in den polnischen Adelsstand erhoben. Während seines Wirkens in Polen gründete Gartenberg königliche Münzstätten in Warschau und Krakau.
Nach Ausbruch des Russisch-Türkischen Krieges begab sich Gartenberg in die Dienste der Zarin Katharina II. Zur Versorgung der russischen Armee mit Soldmünzen gründete Gartenberg bei Rohisna im Fürstentum Moldau seine Privatmünzstätte Sadagora, die 1770 in Betrieb ging und vier Jahre später wieder stillgelegt wurde; der Name Sadagora entstand dabei aus der russischen Übersetzung von Gartenberg. Der Pachtvertrag für das Alaunwerk Schwemsal endete 1771 und wurde nicht verlängert. Nach dem Ende des Krieges zog sich Gartenberg Sadogórski 1774 auf seine polnischen Güter Sieraków und Medyn zurück.
Aus seiner Ehe mit Luise Philippine Juncker ging seine einzige Tochter Charlotte Neugarden Freiin von Gartenberg (1752–1828) hervor. Die Ehefrau des kursächsischen Kanzlers Carl Abraham von Fritsch musste den väterlichen Besitz Canitz in Sachsen wegen Überschuldung verkaufen.

## Werke
- De casu singultus chronici viginti quattuor annorum, Dissertation, Halle 1743
- Über den Gebrauch der Steinkohlen und des Turffs, Denkschrift 1754
- Vorschläge zur Wiederherstellung der guten Zustandes der chursächsischen Länder, Denkschrift, 1763